# Esquisse d'un Programme
"Esquisse d'un Programme" (Bosquejo de un programa) es una famosa propuesta de investigación matemática a largo plazo realizada por el matemático francés Alexander Grothendieck en 1984. Con su esquema buscaba fijar una secuencia de ideas vinculadas lógicamente a su importante propuesta de proyecto de investigación desde 1984 hasta 1988, pero su propuesta ha seguido siendo hasta la fecha de gran interés en varias ramas de las matemáticas avanzadas. La visión de Grothendieck ha proporcionado inspiración al inicio de varios desarrollos en matemáticas, como la extensión y generalización de la teoría de Galois, que actualmente se está ampliando en base a su propuesta original.

## Breve historia
Presentado en 1984, the Esquisse d'un Programme fue una propuesta presentada por Alexander Grothendieck para un puesto en el Centro Nacional para la Investigación Científica. La propuesta no tuvo éxito, pero Grothendieck obtuvo un puesto especial en el que, mientras mantenía su afiliación en la universidad de Montpellier, recibió un pago de la CNRS y se le liberó de sus obligaciones docentes. Grothendieck ocupó este cargo desde 1984 hasta 1988. Esta propuesta no se publicó formalmente hasta 1997, porque el autor "no se pudo encontrar, y mucho menos obtener su permiso". Las descripciones de dessin d'enfant, o "dibujos de niños", y de la "Geometría Anabeliana", que están contenidas en este manuscrito continúan inspirando investigación; así, la "Geometría Anabeliana es una teoría propuesta en Matemáticas, describiendo la forma en que el grupo fundamental algebraico G de una Variedad algebraica V,o algún objeto geométrico relacionado, determina cómo  V  se puede mapear en otro objeto geométrico  W , bajo el supuesto de que  G   'no'  es un grupo abeliano,en el sentido de ser fuertemente Conmutatividad. La palabra "anabeliana" fue introducida en Esquisse d'un Programme. WSi bien el trabajo de Grothendieck estuvo inédito durante muchos años y no estuvo disponible a través de los canales académicos formales tradicionales, la formulación y las predicciones de la teoría propuesta recibieron mucha atención, y algunas alteraciones, a manos de varios matemáticos. "Aquellos que han investigado en esta área han obtenido algunos resultados esperados y relacionados, y en el siglo XXI comenzaron a estar disponibles los comienzos de dicha teoría".